# Cotai Arena
El Cotai Arena (en chino: 金光綜藝館) es un pabellón deportivo, ubicado en las instalaciones del The Venetian Macao, en la Franja de Cotai, Macao en el sur de China. Se inauguró en 2007 con una capacidad para recibir hasta 15 000 espectadores. La Arena fue conocida como Arena Veneciana entre 2007 y 2010, cuando fue rebautizado como CotaiArena. Es sede de eventos deportivos como baloncesto, tenis y boxeo, así como conciertos y premios y show televisados internacionales.